# Odin (Illinois)
Odin es una villa ubicada en el condado de Marion en el estado estadounidense de Illinois. En el Censo de 2010 tenía una población de 1076 habitantes y una densidad poblacional de 413,79 personas por km².

## Geografía
Odin se encuentra ubicada en las coordenadas 38°36′57″N 89°3′15″O / 38.61583, -89.05417. Según la Oficina del Censo de los Estados Unidos, Odin tiene una superficie total de 2.6 km², de la cual 2.6 km² corresponden a tierra firme y (0%) 0 km² es agua.

## Demografía
Según el censo de 2010, había 1076 personas residiendo en Odin. La densidad de población era de 413,79 hab./km². De los 1076 habitantes, Odin estaba compuesto por el 97.49% blancos, el 0.56% eran afroamericanos, el 0.19% eran amerindios, el 0.28% eran asiáticos, el 0.09% eran isleños del Pacífico, el 0.19% eran de otras razas y el 1.21% pertenecían a dos o más razas. Del total de la población el 0.74% eran hispanos o latinos de cualquier raza.